# Bert Moorhouse
Bert Moorhouse, né le 20 novembre 1894 et mort le 26 janvier 1954, est un acteur américain dont la carrière s'étend depuis la toute fin du cinéma muet jusqu'au milieu des années 1950.

## Biographie
Herbert Green Moorhouse nait à Chicago en Illinois, et se lance dans le cinéma en 1928, en tenant des seconds rôles dans des films produits par FBO. Il figure dans plus de 130 films lors de sa carrière qui s'étend sur 26 années. Il a joué notamment des rôles d'avocats ou de détectives.
Il meurt le 26 janvier 1954 à l'âge de 59 ans à Hollywood en se suicidant par arme à feu,, et est enterré au Forest Lawn Memorial Park à Los Angeles.

## Filmographie
- 1928 : L'Opérateur (The Cameraman) : Randall
- 1928 : Hey Rube! : Moffatt
- 1928 : Rough Ridin' Red : Nielson
- 1929 : The Delightful Rogue : Nielson
- 1929 : The Girl from Woolworth's : Dave
- 1929 : The Woman I Love
- 1930 : Conspiracy : Victor Holt
- 1930 : The Pay-Off  : Spat
- 1932 : You Said a Mouthful : Office Manager
- 1932 : Crooner : patron du night-club
- 1932 : Rockabye : Speakeasy Patron
- 1933 : À tour de brasses (You Said a Mouthful) : le responsable administratif
- 1934 : Broadway Bill
- 1934 : Upperworld  : Court Clerk
- 1934 : Smarty  : Court Clerk
- 1934 : Gentlemen Are Born : Intern
- 1934 : The Man with Two Faces  : Taxi Driver Bringing Weston
- 1934 : Return of the Terror (en)  : First Trooper
- 1934 : The Defense Rests  : rôle mineur
- 1934 : The Captain Hates the Sea
- 1935 : Rendezvous  : 2nd Lieutenant
- 1935 : Broadway Melody of 1936
- 1935 : Goin' to Town  : Conceited Man
- 1935 : Whipsaw  : Reporter
- 1936 : Career Woman  : Reporter-Clarkdale
- 1936 : Cain and Mabel  : First Hotel Desk Clerk
- 1936 : Love Before Breakfast  : Brokerage Clerk
- 1936 : Riffraff  : Chet - Fisherman
- 1936 : Mr. Deeds Goes to Town  : Reporter
- 1936 : Adventure in Manhattan  : Jim - G-Man
- 1936 : The Man Who Lived Twice  : Carney
- 1936 : Rose Bowl  : 	Reporter
- 1936 : Wanted! Jane Turner  : Agent with Window Shade
- 1936 : Pepper  : City Slicker
- 1936 : Song and Dance Man  : Acteur in Beer Parlor
- 1937 : Wells Fargo  : White House Aide
- 1937 : Life Begins with Love  : Man
- 1937 : The Last Gangster  : Hank - un reporter
- 1938 : Little Miss Roughneck ) : Reporter
- 1938 : Carefree : Country Club Member
- 1938 : When G-Men Step In  : Harry
- 1939 : In Name Only  : College Man Asking About Game
- 1939 : Swanee River : Attendant
- 1939 : Broadway Serenade  : Reporter
- 1939 : Dancing Co-Ed  : Workman's Stooge
- 1939 : North of Shanghai  : rôle mineur
- 1940 : Turnabout  : assistant du Photographe
- 1940 : My Favorite Wife  : avocat
- 1940 : Sailor's Lady  : Paymaster
- 1940 : Two Girls on Broadway : Reporter
- 1940 : Charter Pilot  : Thompson
- 1940 : Dulcy  : Judge's Clerk
- 1940 : The Man Who Wouldn't Talk  : Officier
- 1941 : Dressed to Kill  : The Joker
- 1941 : A Girl, a Guy and a Gob : un piéton
- 1941 : It Started with Eve  : Mr. Duncan - Middle-Aged Man
- 1941 : The Monster and the Girl  : Henchman
- 1941 : Sunny  : Mr. Julian Duprez
- 1941 : Citizen Kane  : homme au Xanadu Great Hall
- 1942 : Beyond the Blue Horizon  : Photographe
- 1942 : Blue, White and Perfect  : First Junior Officer Brooks
- 1942 : Call Out the Marines
- 1942 : Joan of Ozark  : Drunk
- 1943 : Gangway for Tomorrow  : chairman of the Board
- 1943 : The Iron Major (en)
- 1943 : Mountain Rhythm (en)  : Father
- 1943 : Whistling in Brooklyn  : Reporter
- 1943 : Bombardier  : Congressman
- 1943 : Air Raid Wardens  : Air Raid Warden Recruit
- 1943 : Government Girl  : Businessman
- 1944 : Heavenly Days  : Sergeant-at-Arms
- 1944 : The Falcon in Mexico  : Détective Marks
- 1944 : The Falcon in Hollywood : le marie de la belle blonde
- 1944 : Lake Placid Serenade  : Photographe
- 1944 : Marine Raiders  : Transport Ship Captain
- 1944 : The Master Race  : Civilian in Food Line
- 1944 : Music in Manhattan  : Backstage Photographe
- 1944 : Nevada  : Sandy Bowers
- 1944 : A Night of Adventure : Nightclub Patron / Reporter
- 1944 : Show Business
- 1944 : Step Lively : Second Hotel Clerk
- 1945 : Along the Navajo Trail : Secrétaire
- 1945 : Behind City Lights : Desk Clerk
- 1945 : Her Highness and the Bellboy  : Photographe
- 1945 : Hitchhike to Happiness  : éditeur
- 1945 : Lady on a Train : Reporter
- 1945 : Shady Lady  : Card Player
- 1945 : Sunset in Eldorado : Croupier
- 1946 : Because of Him : Reporter
- 1946 : Gay Blades (en) : Casting Director
- 1946 : Lady Luck  : joueur de billiard
- 1946 : Night and Day : Yale Alum of 1916
- 1946 : Nocturne  : réalisateur
- 1946 : One Exciting Week  : Détective
- 1946 : The Runaround  : Détective Quillan
- 1946 : The Searching Wind  : Restaurant Diner
- 1946 : Smooth : Silk  : Détective #1
- 1946 : That Brennan Girl  : rôle mineur
- 1946 : Undercurrent  : invité
- 1946 : White Tie and Tails  : Croupier
- 1946 : La Pluie qui chante  : Elite Club Diner
- 1946 : It's a Wonderful Life  : Man with Sheriff
- 1947 : Lady in the Lake  : Party Guest
- 1947 : Angel and the Badman  : Gambler
- 1947 : Living in a Big Way  : Reporter
- 1947 : Les Exploits de Pearl White (The Perils of Pauline)  : le cameraman
- 1947 : That's My Man  : Bradford
- 1947 : Unconquered  : Officer
- 1947 : I Walk Alone : Toll Booth Policeman
- 1948 : The Big Clock  : Editeur à la table de Conference
- 1948 : A Foreign Affair  : Transport Pilot
- 1948 : He Walked by Night  : Détective
- 1948 : Homecoming ) : Surgeon
- 1948 : Up in Central Park  : Démocrate
- 1948 : State of the Union  : Politicien
- 1949 : The Accused : Prosecutor
- 1950 : Samson and Delilah
- 1950 : The Big Hangover : Carl O. Oberman, B.P.E.& H. Associate
- 1950 : Duchess of Idaho : Fred - the Lodge Desk Clerk
- 1950 : Key to the City : Maire
- 1950 : Nancy Goes to Rio : un invité
- 1950 : Right Cross : Steam Bath Patron
- 1950 : The Secret Fury : Tom
- 1950 : Sunset Boulevard  : Gordon Cole
- 1950 : Gambling House  : assistant Mr. Douglas'
- 1951 : Ace in the Hole  : Josh Morgan
- 1951 : I Was a Communist for the F.B.I.  : Sen. Gray
- 1953 : Destination Gobi : Capt. J.E. Mayberry
- 1953 : Dream Wife : Attlow
- 1953 : Crime Wave : Détective
- 1954 : The Long, Long Trailer : vendeur de voitures
- 1954 : Mission périlleuse (Dangerous Mission) : Battaglia